# Edward Boulden
Edward Boulden (Pencader, 4 luglio 1879 – Filadelfia, 29 agosto 1937) è stato un attore statunitense, divenuto celebre nel panorama del cinema muto.

## Biografia
Figlio di George Boulden e Mary Catherine Boulden, è celebre per aver partecipato a Mary Stuart (1913), The Right Number, But the Wrong House (1913) e The Venus Model (1918). Boulden è apparso in 129 film dal 1903 al 1924.

## Filmografia

### Cinema
- The Gay Shoe Clerk, regia di Edwin S. Porter (1903)
- The Trainer’s Daughter, regia di J. Searle Dawley, Edwin S. Porter (1907)
- College Chums, regia di Edwin S. Porter (1907)
- Laughing Gas, regia di Edwin S. Porter (1907)
- Fireside Reminiscences, regia di J. Searle Dawley, Edwin S. Porter (1908)
- How Spriggins Took Lodgers (1911)
- The Baby of the Boarding House (1911)
- Madeline's Rebellion, regia di Edwin S. Porter (1911)
- Her Brother's Photograph (1911)
- A Cure for Dyspepsia (1911)
- Polish and Pie (1911)
- The Stolen Dog (1911)
- His First Trip (1911)
- Two White Roses, regia di Bannister Merwin (1911)
- An Unknown Language (1911)
- Turning the Tables (1911)
- The Kid from the Klondike (1911)
- John Brown's Heir, regia di C.J. Williams (1911)
- The Daisy Cowboys, regia di C.J. Williams (1911)
- The Sign of the Three Labels, regia di J. Searle Dawley (1911)
- The Two Flats (1912)
- Freezing Auntie (1912)
- The Bachelor's Waterloo, regia di C.J. Williams (1912)
- The Little Delicatessen Store (1912)
- Everything Comes to Him Who Waits, regia di C.J. Williams (1912)
- The Lost Kitten regia di C.J. Williams (1912)
- The Yarn of the Nancy Belle, regia di Ashley Miller (1912)
- Dress Suits in Pawn, regia di C.J. Williams (1912)
- Dr. Brompton-Watts' Age Adjuster (1912)
- Aunt Miranda's Cat, regia di C.J. Williams (1912)
- A Personal Affair, regia di C.J. Williams (1912)
- The Sunset Gun, regia di Bannister Merwin (1912)
- Very Much Engaged, regia di C.J. Williams (1912)
- Martin Chuzzlewit, regia di Oscar Apfel, J. Searle Dawley (1912)
- The Angel and the Stranded Troupe, regia di C.J. Williams (1912)
- Apple Pies (1912)
- The Wooden Indian (1912)
- Marjorie's Diamond Ring, regia di C.J. Williams (1912)
- Holding the Fort, regia di C.J. Williams (1912)
- Cynthia's Agreement, regia di  C.J. Williams (1912)
- Outwitting the Professor, regia di C.J. Williams (1912)
- The Widow's Second Marriage (1912)
- A Queen for a Day, regia di C.J. Williams (1912)
- No Place for a Minister's Son, regia di C.J. Williams (1912)
- Interrupted Wedding Bells, regia di Ashley Miller (1913)
- The Power of Sleep, regia di C.J. Williams (1913)
- Jack's Joke, regia di Allen Ramsey (1913)
- A Heroic Rescue, regia di Charles M. Seay (1913)
- The Edison Minstrels, regia di Allen Ramsey (1913)
- After the Welsh Rabbit, regia di C.J. Williams (1913)
- Superstitious Joe, regia di Charles M. Seay (1913)
- The One Hundred Dollar Elopement, regia di Charles M. Seay (1913)
- The Two Merchants, regia di Charles M. Seay (1913)
- Newcomb's Necktie, regia di C.J. Williams (1913)
- He Would Fix Things, regia di Ashley Miller (1913)
- Mary Stuart, regia di Walter Edwin (1913)
- Circumstances Make Heroes, regia di Charles M. Seay (1913)
- The Diamond Crown, regia di J. Searle Dawley (1913)
- At Midnight, regia di C.J. Williams (1913)
- By Fire and Water, regia di Ashley Miller (1913)
- The Right Number, But the Wrong House, regia di C.J. Williams (1913)
- Starved Out, regia di Ashley Miller (1913)
- The Girl, the Clown and the Donkey, regia di Charles M. Seay (1913)
- The Embarrassment of Riches, regia di Charles M. Seay (1913)
- Mr. Toots' Tooth, regia di Charles M. Seay (1913)
- Why Girls Leave Home, regia di C.J. Williams (1913)
- His First Performance, regia di Charles H. France (1913)
- The Horrible Example, regia di Charles M. Seay (1913)
- His Nephew's Scheme, regia di Charles M. Seay (1913)
- Nora's Boarders, regia di C.J. Williams (1913)
- Falling in Love with Inez, regia di C.J. Williams (1913)
- Mary's New Hat, regia di Charles H. France (1913)
- The Five Bachelors, regia di Allen Ramsey (1913)
- Deacon Billington's Downfall, regia di Charles H. France (1914)
- The Janitor's Flirtation, regia di Charles M. Seay (1914)
- How Bobby Called Her Bluff, regia di Charles M. Seay (1914)
- The Active Life of Dolly of the Dailies, regia di Walter Edwin (1914)
- Cheese Mining, regia di Charles H. France (1914)
- The Drama of Heyville, regia di Ashley Miller (1914)
- With the Eyes of Love, regia di George Lessey (1914)
- The Adventure of the Alarm Clock, regia di Charles M. Seay (1914)
- The Missing Twenty-Five Dollars, regia di Charles M. Seay (1914)
- Andy and the Hypnotist, regia di Charles H. France (1914)
- A Question of Hats and Gowns, regia di Ashley Miller (1914)
- The Adventure of the Stolen Papers, regia di Charles M. Seay (1914)
- The Mystery of the Silver Snare, regia di George Lessey (1914)
- A Week-End at Happyhurst, regia di Charles M. Seay (1914)
- The Song of Solomon, regia di Ashley Miller (1914)
- Andy Plays Cupid, regia Charles H. France (1914)
- The Adventure of the Counterfeit Money, regia Charles M. Seay (1914)
- Andy Goes A-Pirating, regia di Charles H. France (1914)
- A Modern Samson, regia di Preston Kendall (1914)
- The Mysterious Package, regia di Charles M. Seay (1914)
- The Mystery of the Fadeless Tints, regia di George Lessey (1914)
- Andy Has a Toothache, regia di Charles H. France) (1914)
- Faint Heart Ne'er Won Fair Lady, regia di Charles M. Seay (1914)
- Andy Learns to Swim, regia di Charles H. France (1914)
- Treasure Trove, regia di Ashley Miller (1914)
- An Absent-Minded Cupid, regia di Ashley Miller (1914)
- Getting Andy's Goat, regia di Charles H. France (1914)
- Grand Opera in Rubeville, regia di Ashley Miller (1914)
- Seth's Sweetheart, regia di Charles Ransom (1914)
- Andy and the Redskins, regia di Charles H. France (1914)
- The Mystery of the Sealed Art Gallery, regia di George Lessey (1914)
- Andy Falls in Love, regia di Charles H. France (1914)
- A Double Elopement, regia di Charles M. Seay (1914)
- Who Goes There?, regia di Ashley Miller (1914)
- McGinty and the Count, regia di Charles Ransom (1915)
- Joey and His Trombone, regia di James W. Castle (1915)
- The Terrible Trunk (1915)
- A Thorn Among Roses (1915)
- Can a Man Fool His Wife?, regia di Charles H. France (1915)
- Can Love Grown Cold Be Revived?, regia di Charles H. France (1915)
- Where Can I Get a Wife?, regia di Charles H. France (1915)
- Ethel's Romeos, regia di Edwin Middleton (1915)
- A Musical Mix-Up (1915)
- Hunting (1915)
- Mr. Jack Goes Into Business, regia di C.J. Williams (1916)
- Somewhere in Georgia, regia di George Ridgwell (1917)
- The Venus Model’’, regia di Clarence G. Badger (1918)
- Nearly a Slacker, regia di Joseph A. Richmond (1918)
- My Lady's Slipper, regia di Joseph A. Richmond (1918)
- Some Judge, regia di Joseph A. Richmond (1918)
- How She Hated Men, regia di Joseph A. Richmond (1918)
- The Camouflaged Baby, regia di Joseph A. Richmond (1918)
- Hooverizing, regia di Joseph A. Richmond (1918)
- The Pipe of Peace, regia di Joseph A. Richmond (1918)
- The Plunger, regia di Dell Henderson (1920)
- Bachelor Apartments, regia di Johnnie Walker (1921)
- Haldane of the Secret Service, regia di Harry Houdini (1923)
- Il fiume del lupo, regia di Dell Henderson (1924)